# 徐九思 (嘉靖舉人)
徐九思（？—？），字子慎，號東山，江西廣信府貴溪縣人，明朝政治人物。

## 生平
嘉靖四年（1525年）乙酉科江西鄉試舉人，授直隸句容縣知縣，為官清廉，句容人民為其在茅山建祠，遷工部主事，升郎中，四十一年（1562年）出為廣東高州府知府，因忤趙文華致仕。
有子徐貞明。